# Halsskovgade
Halsskovgade er en lille gade beliggende på Østerbro i København. Gaden udgør en kort forbindelse mellem Vordingborggade og Korsørgade.

## Baggrund og navngivning
Halsskovgade er opkaldt efter byen Halsskov, som ligger ved Storebælt ud for Korsør. Navnet er usædvanligt, da Halsskov er en forholdsvis lille by, hvilket skiller sig ud i forhold til den øvrige navnetradition på Østerbro, hvor gader oftest er opkaldt efter større danske provinsbyer.
Gaden fik først sit navn i 1965, hvilket gør den til en relativt sen tilføjelse i området. Navngivningen hænger sandsynligvis sammen med den kollektive bevidsthed om Halsskov som et vigtigt knudepunkt, fordi Storebæltsfærgerne i mange år udgik herfra mod Fyn.

## Gadeforløb og historie
Halsskovgade var oprindeligt blot en passage mellem Vordingborggade og Korsørgade, men blev med tiden anerkendt som en selvstændig gade.